# Emmanuel Guigon
Emmanuel Guigon (Morteau, 1959) es un museólogo, doctor en historia del arte y actual director del Museo Picasso de Barcelona. Tiene doble nacionalidad, francesa y suiza. Es doctor en historia del arte contemporáneo por la Universidad de la Sorbona (Francia), y es especialista en vanguardias históricas, surrealismo, arte español moderno y contemporáneo y arte europeo de posguerra. Antes de ser director del Museo Picasso de Barcelona había sido director delegado responsable de los museos de la ciudad francesa de Besançon. Ha sido director y conservador del Museo de Arte Moderno y Contemporáneo de Estrasburgo (Francia), así como conservador jefe del Instituto Valenciano de Arte Moderno (IVAM).
Fue miembro de la sección científica a la École Pratique des Hautes Études Hispaniques Casa de Velázquez en Madrid y anteriormente ejerció la docencia de historia del arte contemporáneo a la Université de Franche-Comté entre el 1985 y el1987.  Es miembro asociado del Consejo de Gestión de la UFR de Estudios Ibéricos y Latinoamericanos, Pariera l – Sorbonne; del Centro André Chastel, Laboratoire de Recherches sur le patrimoine français te lo histoire del arte occidental; del AICA (Association lnternationale des Criticas de Arte), sección francesa; del Comité Técnico del FRAC Alsacia; del Consejo de Administración de la Société des Amis de Paul Éluard. Tiene la distinción de Caballero de la Orden de las Palmas Académicas y Caballero de la Orden de las Artes y las Letras concedidas por el Ministerio de Cultura del gobierno francés.

## Comisariados
Ha comisariado múltiples exposiciones, de entre las cuales destacan:
Exposiciones monográficas (arte moderno)
- Picasso en Uruguay (Museo Nacional de Artes Visuales, 2019)
- Georg Grosz y Otto Dix (Besançon, 2014)
- Grete Stern (Besançon, 2009)
- Jean Arp (Arte is Arp, Estrasburgo, 2007)
- John Heartfield (Photomontages politiques, Estrasburgo, 2006)
- Konrad Klapheck (Estrasburgo, Madrid, 2005)
- Antonio Saura (Las crucifixiones, Estrasburgo, Cracòvia, Linz, Estocolmo, Ámsterdam, 2002-2004)
- Joaquín Torres García (Estrasburgo, Madrid, Barcelona, 2002-2003)
- Zao Wou-Ki (Valencia, Bruselas, 2001)
- Julio González (Sevilla, 2000)
- Paul Klee (Valencia, Madrid, 1998)[1]

Exposiciones monográficas (arte contemporáneo)
- Nicolas Nixon (Las Sœurs Brown, Besançon, 2015)
- Bernard Plossu (Las voyages mexicains, Besançon, 2012)
- Miroslav Balka (Buen voyage, Estrasburgo, 2004)
- Michel Journiac (Estrasburgo, 2004)
- Marco Bagnoli (Valencia, 2000)
- Aurélie Nemours (Valencia, 1999)
- Hervé Télémaque (Valencia, 1998)

Exposiciones temáticas
- Objets mathématiques (Besançon, 2014)
- Bijoux de artistas (Besançon, París, 2012-2014)
- Grandville, un autre monde, un autre tiempo (Besançon, 2012)
- Le Corbusier expongo (Besançon, Las Palmas, 2011)
- Charles Fourier, el écart absolu (Besançon, 2010)
- El œil-moteur: arte optique te arte cinétique (Estrasburgo, Palma de Mallorca, Lisboa, 2005)
- Alfred Jarry, de la pintura a la patafísica (Valencia, 2001)
- Lajos Kassák y la vanguardia húngara (Valencia, 1999)
- Dado al Siete, el fuego se esparci. Barcelona, 1948-1952 (Barcelona, 1998 y 1999)
- El surrealismo y la guerra civil española (Teruel, 1998)
- El Objeto surrealista (Valencia, 1997)
- Gaceta de Arte y su época (1932-1936) (Las Palmas, Madrid, 1997)
- Infancia del arte. Arte de los niños y arte moderno en España (Teruel, 1996)
- Mundo de Juan Eduardo Cirlot (Valencia, 1996)
- Sueño de tinta: Óscar Domínguez y la decalcomanía del deseo (Madrid, Las Palmas, 1993)
- Automatismos paralelos. La Europa de los movimientos experimentales, 1944-1956 (Madrid, Las Palmas, 1992)

Eugenio Granell. Inventario del planeta, Santiago de Compostela, 1990

## Publicaciones
- Revoir Magritte (coautor con Bernard Plossu). Wellow Now (2015)
- Sur el Object Surrealiste (co–autor con Georges Sebbag), Las Prisas lleva Réel (2013)
- Oscar Domínguez. Viceconsejería de Cultura de Canarias (2007)
- Nostalgia del espacio. Diputación Provincial de Cuenca (2006)
- El oeil moteur: Arte optique te cinétique 1950-1975. MAM STRASBOURG (2005)
- El jardín de las cinco lunas: Antonio Saura surrealista. Museo de Teruel (2000)
- El surrealismo y la guerra civil española. Museo de Teruel (1998)
- Paul Klee. Generalidad Valenciana (1998)
- El Objeto Surrealista. Generalidad Valenciana (1997)
- Historia del collage en España. Museo de Teruel (1995)